# Morbillivirus
Morbillivirus (лат., возможное русское название — морбилливирусы) — род вирусов из семейства парамиксовирусов (Paramyxoviridae).
Вирионы Morbillivirus имеют сферическую форму диаметром 150—300 нм. Геном линейный, представлен одноцепочечной (-)РНК размером 15—16 тыс. пар оснований. Он кодируют восемь белков. Вирусы не обладают нейраминидазной активностью.

## Классификация
На февраль 2020 года в род включают 7 видов:
- Canine morbillivirus [syn. Canine distemper virus] — Вирус чумы плотоядных[5]
- Cetacean morbillivirus
- Feline morbillivirus
- Measles morbillivirustypus [syn. Measles virus] — Вирус кори
- Phocine morbillivirus [syn. Phocine distemper virus] — Вирус чумы тюленей[5]
- Rinderpest morbillivirus [syn. Rinderpest virus] — Вирус чумы копытных[5]
- Small ruminant morbillivirus [syn. Peste-des-petits-ruminants virus] — Вирус чумы мелких копытных[5]